# Heinrich von Hesler
Heinrich von Hesler war ein mittelalterlicher Dichter. Er entstammt vermutlich der Familie von Heßler auf Burgheßler bei Eckartsberga und lebte im 13. Jahrhundert. Im benachbarten Klosterhäseler stiftete die Familie eine Niederlassung der Zisterzienserinnen. Heinrich war Laie („nôthafter rîter“) und stand dem Franziskanerorden nahe, eine früher behauptete Zugehörigkeit zum Deutschen Orden ist auszuschließen. Er wirkte wohl in Thüringen. So berichtet er davon, dass seine Dichtung in Nebra scharf attackiert wurde. Die überlieferten Namensnennungen lauten Heinrich von Hasiliere (im „Erlösung“-Fragment) oder Heinrich heiz ich mins rechten namen, Hesler ist min hus genannt („Apokalypse“). Allen Werken ist eine antijüdische Tendenz zu eigen, die besonders im Schlussteil des Evangelium Nicodemi und den Fragmenten der Erlösung erkennbar wird, aber auch in das Bildprogramm zur Apokalypse eingeflossen ist.

## Werke
Heinrich von Hesler werden drei Werke zugeschrieben:
- eine gereimte Apokalypse,
- eine deutsche Bearbeitung des apokryphen Evangelium Nicodemi
- ein weiteres Werk mit starkem antijüdischem Akzent, das mit dem Verlegenheitstitel Die Erlösung bezeichnet wird, das aber möglicherweise nur den Prolog einer Langversion des Evangelium Nicodemi darstellt. Der Titel Erlösung wurde vergeben, weil der erhaltene Text sich mit Adam und Eva und dem Sündenfall beschäftigt.

## Überlieferung und Rezeption

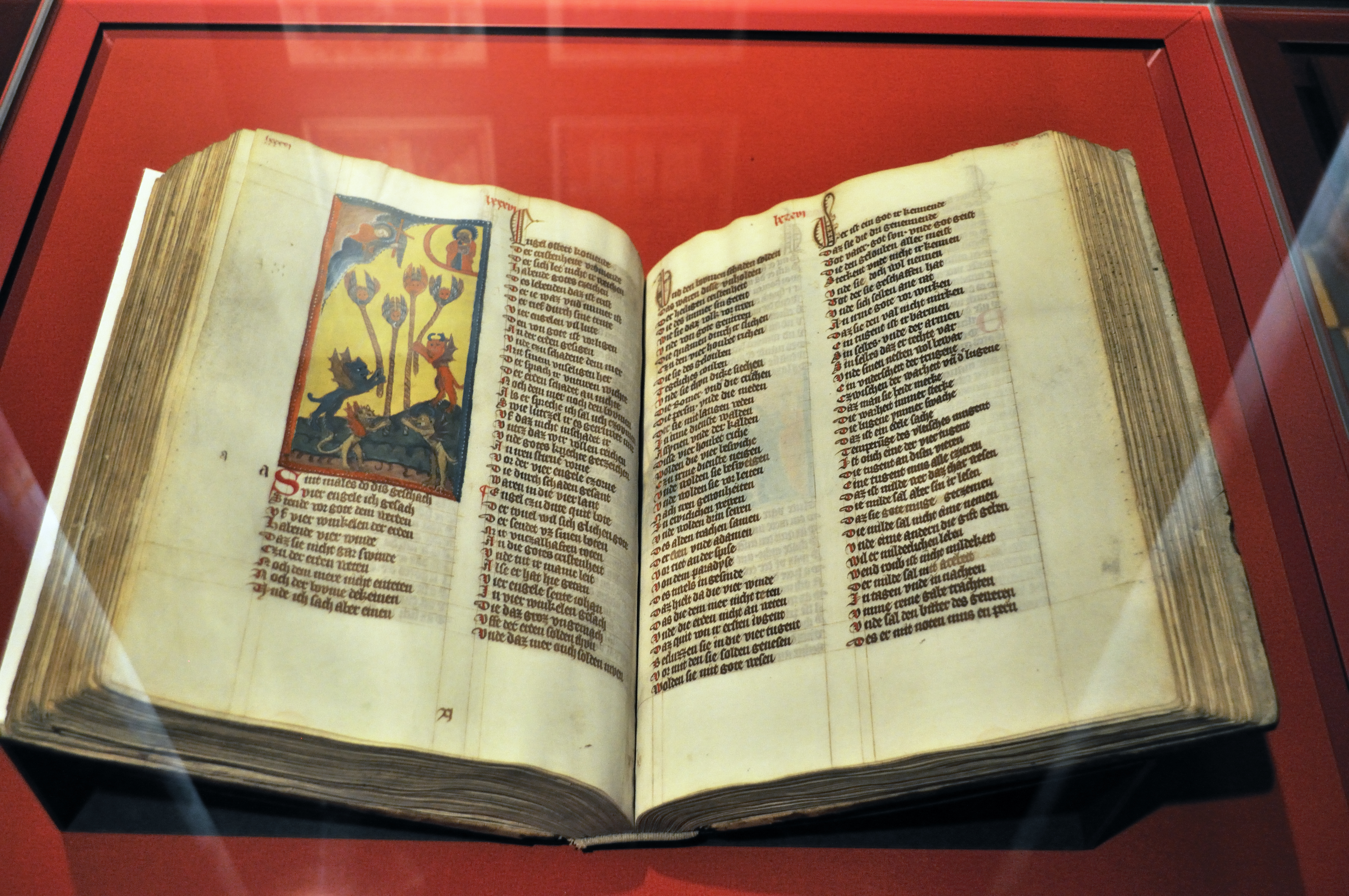
Handschrift rps 44/IV der UB Toruń, ausgestellt im Schloß zu Marienburg

Die Erlösung ist in drei Fragmenten überliefert, wohingegen Apokalypse und Evangelium Nicodemi eine reiche Überlieferung aufweisen. Für die Apokalypse sind fünf vollständige und 14 fragmentarische Handschriften erhalten, davon gilt Bibl. der Poln. Akademie der Wissenschaften (BGPAN), Ms. 2415 als autornächste Überlieferung. Drei der vollständigen Handschriften (WLB Stuttgart, HB XIII 11 und die ehemals Königsberger Handschriften UB Toruń rps 44/IV und 64/III) stammen aus dem Besitz des Deutschen Ordens, die beiden Thorner Handschriften wohl aus dem Obersten Marschallamt in Königsberg. Diese drei Handschriften sind illuminiert. Ob zwischen ihnen ein Werkstattzusammenhang besteht, ist umstritten. In der Stuttgarter Handschrift ist mit Sicherheit ein stärkerer Einfluss der französischen Buchmalerei zur Apokalypse spürbar als in den ehemals Königsberger Handschriften. Das Bildprogramm wurde auf den Deutschen Orden abgestimmt, so sieht man z. B. Ritter im Deutschordenshabit neben dem Endzeitkaiser in der Schlacht gegen Gog und Magog und einen Deutschordenspriester bei der endzeitlichen Taufe der Juden. Der Text dieser drei illuminierten Handschriften gehört zur zweiten Fassung der Dichtung; Toruń 64/III enthielt ursprünglich einen der Danziger Handschrift nahestehenden Text, der jedoch durch Rasuren auf die neuere Fassung umgestellt wurde. Inhaltlich eignet sich die Apokalypse gut als Einführung in die Gedankenwelt Bonaventuras, der u. a. das Priestertum Christi betonte und die – auf ihre Orthodoxie geprüfte – Bildung für den Franziskanerorden propagierte. Heinrich von Hesler macht die Aufgaben des Predigers zum Gegenstand seines längsten Exkurses in der Apokalypse. Es wird vermutet, dass die Aneignung durch den Deutschen Orden durch das Bildprogramm erreicht wurde. Hinweise auf das Werk finden sich auch in den Buchinventaren der preußischen Deutschordenshäuser aus dem späten 14. Jahrhundert. Heinrichs Apokalypse wirkte auf eine ganze Reihe geistlicher Dichter des 14. Jahrhunderts, darunter Nikolaus von Jeroschin und Tilo von Kulm.

## Editionen
- Fragmente einer Dichtung des Heinrich von Hesler (sog. Erlösung). In: von Heinemann: Aus zerschnittenen Wolfenbütteler Handschriften, Nr. 18 u. 19 und Elias Steinmeyer: Noch einmal Heinrich von Hesler. beide in: Zeitschrift für deutsches Altertum 32 (1888), S. 111–113 u. S. 446–449.
- Das Evangelium Nicodemi. hg. von Karl Helm. Tübingen : Lit. Verein 1902 (Bibliothek des Litterarischen Vereins in Stuttgart ;  224). -(Nachdruck: Hildesheim [u. a.]: Olms 1976)
- Die Apokalypse Heinrichs von Hesler. Aus der Danziger Handschrift, hg. von Karl Helm Berlin : Weidmann 1907 (Deutsche Texte des Mittelalters 8).
- Mentzel-Reuters, Arno: Die 'Erlösung' des Heinrich von Hesler. In: Grundlagen : Forschungen, Editionen und Materialien zur deutschen Literatur und Sprache des Mittelalters und der Frühen Neuzeit, hrsg. von Rudolf Bentzinger, Ulrich-Dieter Oppitz, Jürgen Wolf. Stuttgart 2013 (Zeitschrift für deutsches Altertum und deutsche Literatur. Beiheft 18), S. 73–85